# Jakob Friedrich Schöllkopf

Jakob Friedrich Schöllkopf (1898)

Jakob Friedrich Schöllkopf (* 15. November 1819 in Kirchheim unter Teck; † 15. September 1899 in Buffalo, USA) war ein US-amerikanischer Unternehmer. Er war ein Pionier der amerikanischen Teerfarben-Industrie und der Gründer der Wasserkraftwerke der Niagara-Fälle.

## Leben

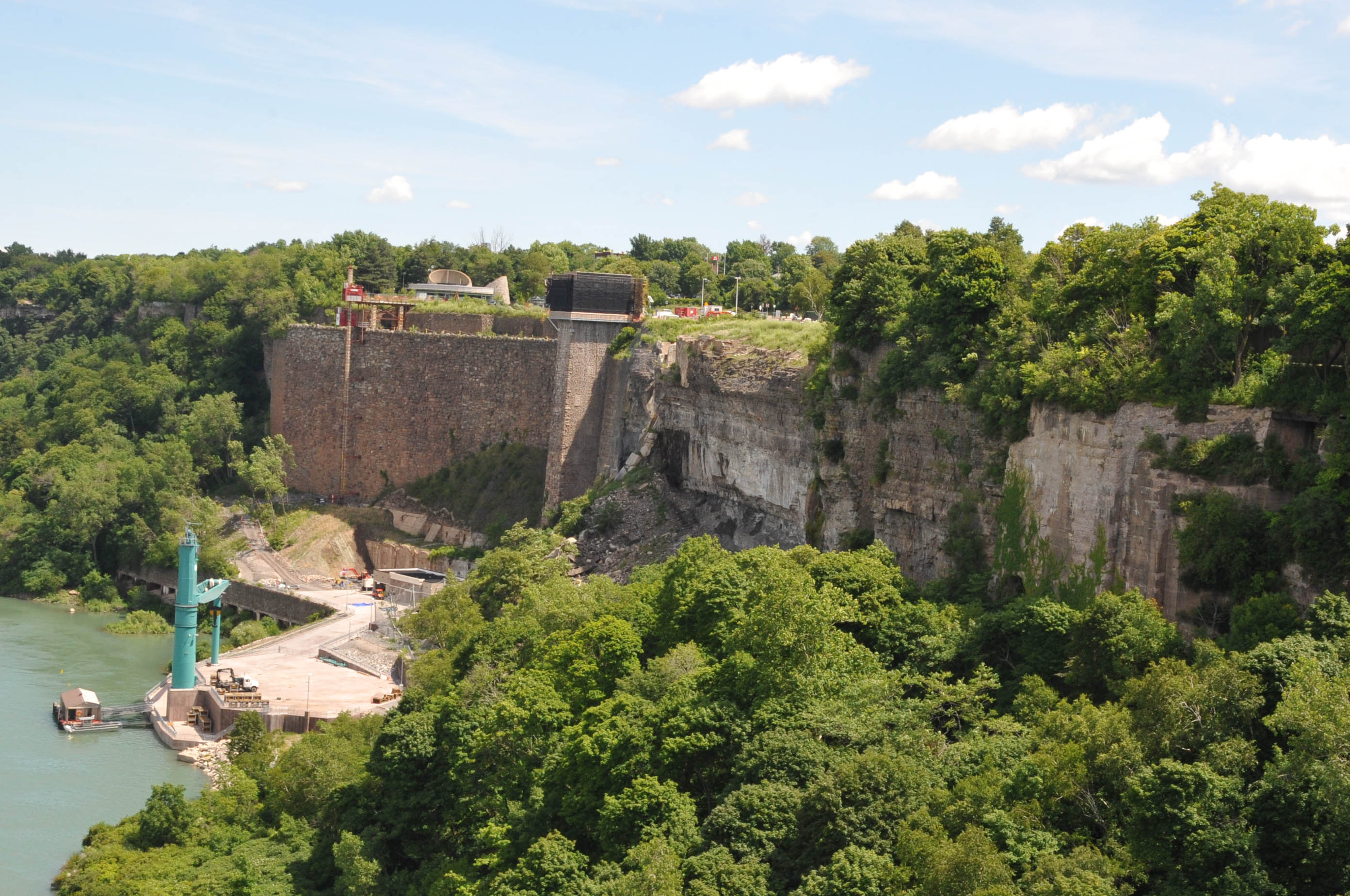
Schöllkopf Kraftwerk Nr. 3, Niagara County, NY

Jakob Friedrich Schöllkopf wurde als zwölftes von 15 Kindern des Rotgerbers Heinrich Schöllkopf und der Christina Margaretha Majer geboren. Von 1834 bis 1839 erlernte er im väterlichen Betrieb das Rotgerber-Handwerk und machte zusätzlich auch eine kaufmännische Ausbildung. 1841 wanderte er nach Amerika aus. Anfangs arbeitete er in New York City, 1844 ließ er sich in Buffalo oberhalb der Niagara-Fälle nieder. Dort gründete er ein Ledergeschäft und erwarb zwei Gerbereien. 1848 kamen weitere Gerbereien in Milwaukee und Chicago hinzu. Ebenfalls 1848 heiratete er in Philadelphia Christiane Dürr, die Tochter eines Kirchheimer Bäckermeisters, der Ehe entstammten sieben Kinder. 1857 und 1870 erweiterte Schöllkopf sein Unternehmen jeweils durch den Kauf einer Getreidemühle („North Buffallo Flouring Mills“ und „Buffalo Frontier Mills“) in Buffalo. Im Mai 1877 ersteigerte Schöllkopf das in Konkurs geratene millionenschwere Unternehmen „Hydraulic Canal“ und damit die Kraftausnutzungsrechte der Niagara-Fälle und gründete 1879 die Niagara Falls Hydraulic Power and Manufacturing Company zur Nutzung der Wasserkraft der Niagara-Fälle auf der amerikanischen Seite. Die Erfindungen des Elektrodynamos und der Glühbirne begünstigten 1881 die Gründung des ersten Elektrizitätswerks an den Niagarafällen, der Brush Electric Light and Power Company. Mit 77.000 US-$ Startkapital hatte er seine Wasserkraftaktivitäten begonnen; 1992, bei Auflösung des Unternehmens, betrug dessen Wert fast 216 Millionen US-$. Die Errichtung der Wasserkraftwerke an den Niagara-Fällen war von entscheidender Bedeutung für die Stromversorgung der Städte und Gemeinden sowie der Industrieunternehmen der Region und damit der wirtschaftlichen Entwicklung. In den neunziger Jahren versorgten Schöllkopfs Firmen den halben Staat New York mit elektrischer Energie.
Ebenfalls 1879 erbaute er eine chemische Fabrik und gründete die Schoellkopf Aniline and Chemical Company zur Herstellung von Anilin-Farbstoffen. In den 1880er Jahren baute er Zweigwerke in New York City und 1893 in Philadelphia. Nach seinem Tod wurden 1900 die drei Werke in der mit über drei Millionen US-$ Kapital ausgestatteten Schöllkopf, Hartford & Hanna Co. vereint, zu deren Präsident sein Sohn Jacob Frederick Schoellkopf junior gewählt wurde.

## Stiftung
Jakob Schöllkopf war auch als Wohltäter engagiert, und zwar sowohl in Buffalo wie auch in seiner alten Heimatstadt Kirchheim unter Teck. Jedes Jahr besuchte Schöllkopf später seine Heimatstadt. Bei seiner Visite im Jahr 1891 gründete er die „Schöllkopf-Vogelsche Stiftung“, welche die Not der „hier ansäßigen, würdigen Armen beiderlei Geschlechts, ohne Unterschied der Religionen“ lindern sollte. Aus Dankbarkeit überweist die Stiftung nach wie vor jährlich 10.000 US-Dollar an die Stadt Kirchheim sowie 50.000 Dollar an die Stadt Stuttgart. Unter anderem sorgte er für die kostenlose Krankenhausbehandlung von Armen und Waisen. In Kirchheim stiftete er die neugotische Friedhofskapelle auf dem Stadtfriedhof. Für seine Verdienste ehrte ihn die Stadt Niagara Falls mit der Benennung einer Brücke. In Kirchheim erinnern die Schöllkopfstraße, der Schöllkopf-Brunnen und die Jakob-Friedrich-Schöllkopf-Schule an ihn.